# Philipp IV. von Dalberg
Philipp IV. von Dalberg (* 1490 oder 1491; † 13. Januar 1533), stammte aus der reichsritterschaftlichen Familie derer von Dalberg und war mehrfach Bürgermeister von Oppenheim.

## Herkunft
Philipp IV. von Dalberg war ein Sohn von Friedrich VI. von Dalberg (1459–1506) und der Katharina, Tochter des Dieter und der Anna von Gemmingen (um 1462–1517).

## Familie
Philipp IV. von Dalberg heiratete 1521 Katharina (* 1503; † 26. März 1563), Tochter von Philipp von Cronberg und Katharina von Bach. Nach dem Tod von Philipp IV. heiratete Katharina noch zwei Mal: Zunächst Kaspar von Cronberg, dann 1537 Friedrich IX. von Fleckenstein († 1559). Philipp IV. und Katharina von Cronberg hatten einen Sohn, Philipp V. (* 1529 oder 1530; † 6. September 1590). Der heiratete 1549 zunächst Helma († 1564), Tochter von Johann Heinrich Roeder von Rodeck und Agatha von Weiler. Nach ihrem Tod heiratete Philipp V. 1565 erneut, nämlich Anna († 9. Oktober 1612), Tochter von Damian von Handschuhsheim und Ursula von Fleckenstein.

## Leben
Philipp IV. war Burgmann der Burg Landskron in Oppenheim und zwar der letzte ritterlicher Abkunft. Mit seinem Tod sei sowohl der dortige „Ritterrat ausgestorben“ (wie eine zeitgenössische Chronik berichtet) als auch kein Ritter mehr unter den dortigen Burgmannen gewesen. Da ihn aber sein Sohn beerbte, trifft das nicht zu.
Philipp IV. war mehrfach Bürgermeister von Oppenheim, so in den Jahren 1521, 1524, 1526, 1528, 1530 und 1532.
1517 unternahm Philipp IV. eine Wallfahrt nach Jerusalem und wurde dort Ritter des Heiligen Grabes.

## Tod
Zum Ort seiner Bestattung gibt es unterschiedliche Angaben. Genannt werden die Pfarrkirche von Ramberg, die Katharinenkirche in Oppenheim und die Pfarrkirche St. Peter in Herrnsheim (heute: Worms).